# 西浦真帆
西浦 真帆（にしうら まほ、1984年11月12日 - ）は、日本のタレント。大阪府出身。
関西のテレビ番組に数本レギュラー出演していた。
歌手としてもCDデビューしており、本人が作詞を手掛けた楽曲3曲がJOYSOUNDに入っている。

## 人物
- マホイミーとは自称、未来からやってきたアイドルである。
- 未来へ帰る宇宙船のエネルギーを貯めるために現代で活動。エネルギーは「みんなの幸せエネルギー」。
- 河内長野市立千代田中学校、大阪府立長野北高等学校出身。

## 出演

### バラエティ
- りえむら（2004年4月 - 2005年9月、KTV）レギュラーnewnewメンバー
- 南海パラダイス!（2005年7月 - 2007年9月、KTV）レギュラーnewnewメンバー
- 満たして!好奇心（関西テレビ放送レギュラー）
- 値切ってスマイル（サンテレビ放送レギュラー）
- オールスター感謝祭（TBSテレビ）

### その他活動
- リニューカーカッチャオレースクイーン（2003年 - ）
- 阪神タイガース猛虎娘（2004年 - ）

## リリース作品

### CD
- THE 24TH CENTURY STAR（2005年8月6日）

### DVD
- MAHOIMY（2007年6月25日）Air control
- 真帆のシースルー☆ラブ（2012年6月29日）エスデジタル
- 早口言葉・WET娘（2013年5月17日）ブランドZ
- Kiss on Demand ~妄想キス（2013年6月12日）ブランドZ

### Vシネマ
- バーンオブザデッド（2012年12月14日）ZENピクチャーズ *主演